# Município de Decatur (condado de Lawrence, Ohio)
Localização do Ohio nos E.U.A.
O município de Decatur (em inglês: Decatur Township) é um município localizado no condado de Lawrence no estado estadounidense de Ohio. No ano 2010 tinha uma população de 726 habitantes e uma densidade populacional de 8,38 pessoas por km².

## Geografia
O município de Decatur encontra-se localizado nas coordenadas 38° 43′ 22″ N, 82° 38′ 52″ O. Segundo o Departamento do Censo dos Estados Unidos, o município tem uma superfície total de 86.59 km², da qual 86,29 km² correspondem a terra firme e (0,35 %) 0,3 km² é água.

## Demografia
Segundo o censo de 2010, tinha 726 pessoas residindo no município de Decatur. A densidade de população era de 8,38 hab./km².